# Indra Hu-Ramdas
Indra Hu-Ramdas (voluit: Indradebie Ramdas, gehuwd Hu) (Paramaribo, 24 februari 1973) is een Surinaams kinderboekenschrijfster. 

## School & werk
Indra Hu-Ramdas volgde van 1989 tot 1991 het Openbaar Atheneum en van 1991 tot 1997 een opleiding tot medisch-diagnostisch laborante aan het Academisch Ziekenhuis Paramaribo. Vanaf 2002 werkt zij als kinder- en jeugdboekenschrijfster. In 2013 richtte zij de Stichting Rupsje Regenboog op, die zich ten doel stelt de productie en het lezen van kinderboeken te bevorderen
In het amateurensemble Amadeus Orkest speelt zij saxofoon.

## Literair werk
Indra Hu debuteerde in 2002 met het eerste deel uit de serie De avonturen van Leena en Jopie: Leena en Jopie ontmoeten Sisi, de luie poes. De delen van de serie zijn met grote regelmaat herdrukt. In 2012 verscheen haar eerste jeugdboek: Laat mij niet alleen. In datzelfde jaar werd zij uitgeroepen tot kinderboekenschrijfster van Suriname. Sinds 2005 heeft zij deelgenomen aan alle kinderboekenfestivals in alle districten van Suriname. Verder nam zij deel aan talrijke onderwijsleesprojecten, straattheaterevenementen, voorleesactiviteiten en zij had zitting in een aantal jury's van schrijfwedstrijden. Daarnaast trad zij op op Aruba, in België en Nederland: in oktober 2017 nam zij als genodigde uit Suriname deel aan de Caraïbische Letterendag Junior in Amsterdam, georganiseerd door de Werkgroep Caraïbische Letteren, het grootste festival van Caraïbische kinderboekenschrijvers ooit georganiseerd. In dezelfde maand participeerde zij ook in de Kinderboekenweek in Nederland.
Indra Hu schreef ook een geschiedenis van de Arya Diwaker en een boekje over publiceren in eigen beheer. Een enkele maal droeg zij ook een recensie bij aan De Ware Tijd Literair. Ten tijde van de coronacrisis legde zij zich toe op voorlichtingsmateriaal over Covid-19.

## Onderscheidingen
- in 2012 werd Indra Hu uitgeroepen tot Kinderboekenschrijfster tijdens het KBF (Kinderboekenfestival) van Suriname
- Op 22 november 2018 werd zij gedecoreerd tot Ridder in de Ere-Orde van de Palm door de              Staat Suriname.

## Boekuitgaven
- 2002 De avonturen van Leena en Jopie; Leena en Jopie ontmoeten Sisi, de luie poes (Paramaribo, in eigen beheer) (kinderboek)
- 2005 De avonturen van Leena en Jopie: Leena en Jopie reizen mee naar Nickerie (Paramaribo, in eigen beheer) (kinderboek)
- 2006 Ik lees, ik lees al (dl 1) (Paramaribo, in eigen beheer)(leesboekje aan de hand van woordpakketten van klas 1 basisschool)
- 2008 De avonturen van Leena en Jopie: Leena en Jopie redden Sjorie (Paramaribo, in eigen beheer) (kinderboek)
- 2009 Kakak, de kakkerlak en mevrouw Oma (Paramaribo, in eigen beheer) (kinderboek)
- 2010 De avonturen van Leena en Jopie: Leena, Jopie en Koni (Paramaribo, in eigen beheer) (kinderboek)
- 2011 Het levensverhaal van de rijstkorrel (Paramaribo, in eigen beheer) (kinderboek)
- 2011 Rupsje Regenboog (Paramaribo, in eigen beheer) (leesboek voor kleine kinderen)
- 2011 Rupsje Regenboog (Paramaribo, in eigen beheer) (kleurboek voor kleine kinderen)
- 2011 Rupsje Regenboog (Paramaribo, in eigen beheer) (audio-cd)
- 2012 Laat mij niet alleen (Paramaribo, in eigen beheer) (jeugdboek, informatief verhalend boek over hiv/aids en hoe zich ertegen te beschermen; eenvoudig uitgelegd voor Surinaamse jeugdigen)
- 2012 Laat mij niet alleen (Paramaribo, in eigen beheer) (dvd, filmdocumentaire) van het gelijknamige boek)
- 2013 De geschiedenis van de Arya Diwaker-scholen (Paramaribo, Stichting Scholengemeenschap Arya Diwaker) (Onderzoek naar de verschillende scholen opgericht door de Arya Diwaker)
- 2013 Het ZigZag-boekje (Paramaribo, in eigen beheer) (babyboekje)
- 2015 Duku, de geheimzinnige munt (Paramaribo, Stichting Projekten) (kinderboek)
- 2015 Elk pondje door het mondje (Paramaribo, in eigen beheer) (jeugdboek)
- 2016 Selfpublishing: Van schrijver tot selfpublisher (Paramaribo, in eigen beheer)
- 2016 Rosalie, oma’s danseresje Rosalie (Paramaribo, Stichting Rupsje Regenboog) (jeugdboek) (audio-cd en op noten geschreven het Themalied van Rosalie voor de muzikanten; ook als dvd)
- 2016 Eltons wonderbaarlijke kerst (Paramaribo, Stichting Rupsje Regenboog) (audio-verhaal, MP4-film - animatie)
- 2018 De twee J’s voor het kinderboekenfestival Aruba (Levendig Uitgeverij NL)
- 2020 Het hengelavontuur (Paramaribo, Stichting Rupsje Regenboog) (kinderboek, 6-8 jr.)
- 2020: Videoboeken over COVID-19 (Paramaribo, Stichting Rupsje Regenboog) (alle leeftijden)
  - Maatregelen genomen ten aanzien van Coronavirus en COVID-19, voorlichting aan kinderen en jeugdigen (Paramaribo, Stichting Rupsje Regenboog)
  - Voorlichting aan kinderen en jeugdigen over Coronavirus en COVID-19 (samensmelting algemene maatregelen en voorlichting) (Paramaribo, Stichting Rupsje Regenboog)
- 2020 Voorlichting aan kinderen en jeugdigen over Coronavirus en COVID-19 (Paramaribo, Stichting Rupsje Regenboog) (Informatieboek, zelf lezen, 7+)
- 2020 Audiovisueel boek met gebarentaal over Coronavirus en COVID-19
  - voor slechthorenden en doven (Paramaribo, Stichting Rupsje Regenboog)
  - Audioboek voor de blinden en slechtzienden (Paramaribo, Stichting Rupsje Regenboog)
  - Brailleboeken: Voorlichting aan kinderen en jeugdigen over Coronavirus en COVID-19
- 2020 Leena en Jopie ontmoeten Sisi, de luie poes (Paramaribo, Stichting Rupsje Regenboog)
- 2020 Mi Sranan (nieuwe verhalen uit Suriname) (Uitgeverij Eenvoudig Communiceren, NL) (jeugd, 11+)
- 2021 Het Schoolreisje, een omkeervoorleesboek in acht moedertalen van Suriname (samen met Hilli Arduin): in het Aucaans, Chinees, Engels, Surinaams-Javaans, Sarnámi, Sranan en Wayana. (Paramaribo, Stichting Rupsje Regenboog) (voorleesboek voor 3-5 jaar, zelf lezen 6+)
- 2022 Brailleboeken: Het Schoolreisje, Leena en Jopie reizen mee naar Nickerie, Kakak, de kakkerlak en mevrouw Oma, Rupsje Regenboog (Paramaribo, Stichting Rupsje Regenboog)
- 2023  Kamal ke phúl - De Lotusbloem: Sarnámi – Nederlands (Paramaribo, Stichting Rupsje Regenboog) (voorleesboek voor 3-5 jaar, zelf lezen 8+)